# Marchant (compositeur)
Pour les articles homonymes, voir marchant.
Marchant est le nom d'un virginaliste de la période des Tudor dont la seule pièce connue a survécu dans le Fitzwilliam Virginal Book (no 187). 
La date de composition est inconnue, mais antérieure à 1619. On ne sait pas qui il était, ni le poste qu'il occupait, s'il en occupait un, cas qu'il partage avec les Oldfield ou Oystermaire dans le Fitzwilliam, dont on ne sait rien. 
Le Grove qui n'a pas d'article sur notre présent Marchant, ne le confond pas avec un Marchant (fl 1588–1611), qui peut être un certain John Marchant, connu comme gentleman de la chapelle royale dès 1693. L'œuvre n'est pas citée dans le catalogue (réduit) de ce musicien homonyme. Dans le Cosyn’s Virginal Book se trouve une pièce intitulée « The Marchant's Dreame » (no 32), qui est en revanche citée dans cet article. 
Un Marchant est aussi cité dans le Manuscrit Weelkes (British Museum MS. 30485), sans plus de renseignement (no 15 Pavan). 

## La musique
La pièce conservée dans le Fitzwilliam Virginal Book est une Allemanda en ut majeur, qui s'étale sur trente-huit mesures, articulées en trois variations, bien repérées sur le manuscrit. Après un thème découpé en deux fois deux mesures, énoncé et réponse, une reprise passe aux doubles-croches à la main droite puis à la gauche en alternance. Une deuxième variation passe au sol majeur, alors qu'une troisième variation module du sol dans un très beau fa majeur (avant de conclure en ut). Ces deux variations sont calquées sur le même schéma rythmique que la première, avec alternance des mains dans la reprise. Le thème et ses redites sont à quatre voix, alors que les reprises plus rapides, sont à trois. 
D'une durée moyenne de deux minutes et demi. Ci-dessous : le thème et le début de la reprise.

## Éditions
- Édition de J. A. Fuller Maitlands & W. Barclay Squire (1894) Breitkopf & Härtel, 1899
- Dover, New York 1963, rev. 1979 (Reprint de l'édition Breitkopf, 2 vol.)  (ISBN 0-486-21068-5) &  (ISBN 0-486-21069-3)

## Discographie
La pièce apparaît dans quelques enregistrements :
- The Fitzwilliam Virginal Book, vol. 5 (nos 137 à 190) - interprétation sur clavier numérique par Claudio Colombo[3]

## Partition
- « Fitzwilliam Virginal Book » (partition libre de droits), sur l'IMSLP. (la pièce figure dans le volume 2)